# ラリー・ペイジ
ローレンス・エドワード・“ラリー”・ペイジ（英語: Lawrence Edward "Larry" Page, 1973年3月26日 - ）は、アメリカ合衆国の実業家。Googleの共同創業者、元最高経営責任者（CEO）。Alphabet元CEO。

## 経歴
アメリカ合衆国ミシガン州ランシングに生まれる。祖父はゼネラルモーターズの工場労働者、父カール・ビクターはミシガン州立大学（Michigan State University）計算機科学・人工知能教授、母グロリアはユダヤ人で、彼女もミシガン州立大学でコンピュータプログラミングの教師をしている。兄のカール・ビクター・ペイジ・ジュニアは、メーリングリストサービスeGroupsの設立者で、後にYahoo!へ売却して財をなした。
6歳の頃からコンピュータを触り始める。ミシガン大学で計算機工学を専攻し、1995年に学士（計算機工学）号を取得した。卒業後、スタンフォード大学計算機科学の博士課程に進学し、テリー・ウィノグラードの指導の下、ウェブのリンク構造、人間とコンピュータの相互作用、検索エンジン、情報アクセスインタフェースの拡張性、個人的なデータのデータマイニング手法などを研究した。
在学中、同じくスタンフォード大学計算機科学の博士課程に在籍していたセルゲイ・ブリンと出会い、The Anatomy of a Large-Scale Hypertextual Web Search Engine（大規模なハイパーテキスト的なウェブ検索エンジンに関する分析）と題された論文を共著で執筆した。修士号を取得した後スタンフォード大学を休学し、1998年にGoogle社を共同設立。論文は「ページランク」技術に取り入れられることになった。従業員200人程度の規模になった2001年4月頃まで共同社長兼最高経営責任者を務め、同年8月に最高経営責任者職をエリック・シュミットに譲った。シュミット、ブリン、ペイジによる三頭体制で製品部門担当の社長を務めていたが、2011年4月4日付で最高経営責任者に復帰した。2015年10月2日、Googleの組織再編に伴い新たに設立された持株会社・Alphabet社の最高経営責任者に就任した。GoogleのCEOはスンダー・ピチャイが後任となった。
2014年のTEDトーク以来、公の場で話をしておらず、2018年9月5日に行われた上院情報委員会の公聴会すら欠席している。現在はカリブ海にある自身のプライベート・アイランドに住み、Googleではなく「空飛ぶクルマ」のような先進的なプロジェクトへの投資に関心を寄せているとされる。
ミシガン大学工学部の国家諮問委員も務めている。2002年、世界経済フォーラムにてGlobal Leader for Tomorrow（未来のグローバルリーダー）に指名される。2003年には、スペインのIE ビジネススクールから名誉MBAを授与された。2004年には全米技術アカデミーの会員に選出され、2005年からはエックスプライズ財団の理事も務めている。
2019年12月3日、AlphabetのCEOを退任することを発表。退任は、社長だったブリンと同時であり、退任理由として「経営が安定して、AlphabetとGoogleに2人のCEOと1人の社長は必要なくなった」との声明が出されている。後任のAlphabetのCEOにはピチャイを任命し、GoogleのCEOと兼任する。

## 人物
2018年9月の時点で538億ドルの純資産を有する。
たびたび喉のトラブルに見舞われ、様々な臆測を呼んだが、これは1990年代後半に患った片側声帯麻痺が原因であることを2013年に公表した。